# Cladothela
Genre
Cladothela est un genre d'araignées aranéomorphes de la famille des Gnaphosidae.

## Distribution
Les espèces de ce genre se rencontrent en Chine, au Japon et en Corée du Sud.

## Liste des espèces
Selon World Spider Catalog (version 23.5, 25/10/2022) :
- Cladothela auster Kamura, 1997
- Cladothela bicolor Suzuki, 2022
- Cladothela bistorta Zhang, Song & Zhu, 2002
- Cladothela boninensis Kishida, 1928
- Cladothela hupingensis Yin, 2012
- Cladothela joannisi (Schenkel, 1963)
- Cladothela ningmingensis Zhang, Yin & Bao, 2004
- Cladothela oculinotata (Bösenberg & Strand, 1906)
- Cladothela parva Kamura, 1991
- Cladothela tortiembola Paik, 1992
- Cladothela unciinsignita (Bösenberg & Strand, 1906)
- Cladothela unmunensis Seo, 2017

## Systématique et taxinomie
Ce genre a été décrit par Kishida en 1928.

## Publication originale
- Kishida, 1928 : « On spiders 1. » Rigaku-kai, vol. 26, no 10, p. 28-33.